# Agrarsozialrecht (Deutschland)

Logo der SVLFG

Das Agrarsozialrecht bezeichnet in Deutschland die Summe aller staatlichen Normen, die sich mit der Absicherung der in der Land- und Forstwirtschaft selbständig Erwerbstätigen und ihrer Familienangehörigen gegen Risiken des Lebens wie Krankheit, Unfall, Erwerbsunfähigkeit und Tod befassen. Als Landwirte, im Sinne der agrarsozialrechtlichen Vorschriften, werden hier die in der Land- und Forstwirtschaft – einschließlich Gartenbau, Fisch- und Teichwirtschaft, Binnenfischerei, Imkerei – hauptberuflich selbständig Tätigen bezeichnet.

## Ausgestaltung der agrarsozialen Sicherung
Als herausragende Besonderheiten des Agrarsozialrechts sind die Versicherungspflicht für Selbständige, die Gewährung einer Betriebshilfe im Krankheitsfall sowie die ordnungspolitischen/agrarpolitischen Leistungsvoraussetzungen der Alterssicherung (Hofabgabe) zu nennen.
Gesetze über die Alterssicherung, die Krankenversicherung, die Pflegeversicherung sowie die Unfallversicherung der Landwirte regeln die Ausgestaltung des Agrarsozialrechts in Deutschland.
Die praktische Umsetzung erfolgte bis zum 31. Dezember 2012 durch die Träger der landwirtschaftlichen Sozialversicherung. Dies waren die neun regionalen landwirtschaftlichen Berufsgenossenschaften, denen (organisatorisch, nicht rechtlich) jeweils eine landwirtschaftliche Krankenkasse- und Pflegekasse, sowie eine landwirtschaftliche Alterskasse zugeordnet waren. Seit dem 1. Januar 2013 werden die Aufgaben durch die Sozialversicherung für Landwirtschaft, Forsten und Gartenbau wahrgenommen.
Während die Leistungen der landwirtschaftlichen Kranken-, Pflege- und Unfallversicherung weitgehend identisch mit denen der allgemeinen Sozialversicherung sind, enthält das Gesetz über die Alterssicherung der Landwirte ein vom Recht der Rentenversicherung gesondertes Leistungsrecht.
Dem Agrarsozialrecht wird auch die Zusatzversicherung für Arbeitnehmer in der Land- und Forstwirtschaft zugerechnet. Diese ist teils gesetzlich, teils tarifvertraglich geregelt und tritt neben die von diesem Personenkreis zu beziehenden Leistungen aus der allgemeinen Rentenversicherung. Zuständig für die Gewährung der vom Bund finanzierten Ausgleichsleistung ist die Zusatzversorgungskasse für Arbeitnehmer in der Land- und Forstwirtschaft (ZLA).

## Geschichte der agrarsozialen Sicherung in Deutschland

### Entstehung der Zweige der landwirtschaftlichen Sozialversicherung

#### Landwirtschaftliche Berufsgenossenschaften
Die Geschichte der staatlichen agrarsozialen Sicherung beginnt in Deutschland mit Verkündung des „Reichsgesetz betreffend die Unfall- und Krankenversicherung der in land- und forstwirtschaftlichen Betrieben beschäftigten Personen“ am 5. Mai 1886. Schutz nach diesem Gesetz erhalten alle Arbeitnehmer in der Land- und Forstwirtschaft sowie die „Betriebsbeamten“(z. B. Gutsverwalter, Molkereimeister, Forstwarte), die nicht mehr als 2.000 DM jährlich verdienen. Zwar sieht das Gesetz einen Versicherungsschutz für die Unternehmerfamilie nicht vor, eine freiwillige oder satzungsmäßige Versicherung ist jedoch schon damals möglich.
Überall in Deutschland werden – insgesamt 48 – regionale landwirtschaftliche Berufsgenossenschaften gebildet. Die sich im Jahr 1919 zum Verband der Deutschen landwirtschaftlichen Berufsgenossenschaften zusammenschließen.

#### Landwirtschaftliche Alterskassen
Im Zuge der Rentenreform 1957 wurden auch die Landwirte durch das „Gesetz über eine Altershilfe für Landwirte“ (GAL) in die gesetzliche Rentenversicherung einbezogen. Nach bescheidenen Anfängen glichen sich die Leistungen der Alterssicherung der Landwirte immer mehr denen der allgemeinen Rentenversicherung an.

#### Landwirtschaftliche Krankenkassen
Trotz der bis dahin geschaffenen sozialen Errungenschaften war der gesundheitliche Zustand der bäuerlichen Landbevölkerung bis zur Einführung der Landwirtschaftlichen Krankenversicherung und der damit verbundenen Errichtung der landwirtschaftlichen Krankenkassen besorgniserregend schlecht. Grund hierfür war, dass die Absicherung gegen Krankheitsrisiken ausschließlich auf freiwilliger Basis, vornehmlich bei den damaligen Landkrankenkassen, möglich war. Die Beiträge dafür mussten aus dem landwirtschaftlichen Betrieb „abgezogen“ werden, dessen wirtschaftliche Situation dies oftmals nicht zuließ. Insbesondere durch mangelnde Gesundheitsvorsorge bedingt führten schwere Erkrankungen in der Familie teilweise zu existenzbedrohenden Folgen für die landwirtschaftlichen Betriebe. In vielen Fällen waren vor allem viele ehemalige Landwirte, sog. Altenteiler, auf Leistungen der Sozialhilfe angewiesen.
Vor allem, weil der Berufsstand mit den Leistungen der 1957 eingeführten Alterssicherung der Landwirte – insbesondere der Betriebshilfe – durchaus positive Erfahrungen gemacht hatte, war der Weg für eine berufsständische Krankenversicherung der Landwirte geebnet. Mit dem Gesetz zur Weiterentwicklung des Rechts der gesetzlichen Krankenversicherung (Gesetz über die Krankenversicherung der Landwirte – KVLG) wurde die Errichtung des agrarsozialen Sicherungssystems zum 1. Oktober 1972 abgeschlossen.

#### Landwirtschaftliche Pflegekassen
Im Zuge der Einführung der Pflegeversicherung im Jahr 1995 wurden den landwirtschaftlichen Krankenkassen eine landwirtschaftliche Pflegekasse angegliedert.

### Die soziale Sicherung der Landwirte im Wandel der Zeit
Infolge des Strukturwandels der Landwirtschaft wurde bereits ab 1963 die Beitragsbelastung für die landwirtschaftlichen Unternehmer mit Mitteln aus dem Bundeshaushalt gesenkt. Einhergehend mit dem Rückgang der Zahl hauptberuflicher landwirtschaftlicher Unternehmer wurde das agrarsoziale Sicherungssystem zu stetig steigender Beteiligung durch den Bund aus Steuermitteln finanziert.
Diese Entwicklung wurde flankiert von einer fortschreitenden Vereinigung der landwirtschaftlichen Sozialversicherungsträger. Von den ursprünglich 48 landwirtschaftlichen Berufsgenossenschaften waren bis 2012 noch 8 regionale LBGen sowie die Gartenbau-Berufsgenossenschaft – mit den ihnen angeschlossenen landwirtschaftlichen Alters- und Kranken-/Pflegekassen – verblieben.
Am 1. Januar 2013 sind diese neun Verwaltungsgemeinschaften in der neu gebildete Sozialversicherung für Landwirtschaft, Forsten und Gartenbau (SVLFG) aufgegangen.